# Bourguetia
Bourguetia is een geslacht van uitgestorven mollusken, dat leefde van het Midden-Trias tot het Laat-Jura.

## Beschrijving
Deze zeeslak had een grote en tamelijk dikke schelp met bolle windingen en een opvallende, duidelijk verdiepte sutuur (afscheiding tussen twee windingen). De mond van de tamelijk spits toelopende horen nam iets minder dan de helft van de totale hoogte in. De windingen aan de bovenzijde bevatten ondiepe spiraalgroeven, die het oppervlak in smalle, vlakke spiraalbanden verdeelden. Op de basis waren deze koordachtig verdikt. De ovale opening had een doorlopende rand. De lengte van de schelp bedroeg ongeveer 11 cm.

## Leefwijze
Dit mariene geslacht bewoonde ondiepe, warme wateren, te midden van koraal- en sponsriffen.